# 덕암중학교
덕암중학교(德岩中學校)는 대한민국 전북특별자치도 김제시 서암동에 있는 사립 중학교이다.

## 학교 연혁
- 1954년 3월 3일 : 벽성중학교 인가
- 1954년 3월 3일 : 초대 곽용훈 교장 취임
- 1973년 10월 24일 : 신축교사 준공 이전
- 1974년 1월 18일 : 김제북중학교로 교명 변경 인가
- 1975년 1월 9일 : 학교법인(덕암학원) 명칭 변경 인가
- 1982년 12월 30일 : 강당 및 체육관 준공
- 1998년 3월 1일 : 덕암중학교로 교명 변경
- 2003년 10월 20일 : 전자도서관 설치
- 2015년 6월 9일 : 제10대 유홍렬 이사장 취임
- 2019년 12월 17일 : 개축교사동 준공 이전
- 2020년 2월 12일 : 도서관 현대화 사업 완공(수학교과실, 미술실, 정보탐색실 현대화 사업 완공)
- 2021년 12월 30일 : 남녀공학전환교육여건개선공사(교사2동 증축공사) 준공
- 2022년 3월 1일 : 덕암중학교 남녀공학 전환
- 2023년 9월 1일 : 제20대 정환진 교장 취임
- 2024년 2월 7일 : 제70회 졸업식 83명(총 9,712명)
- 2024년 3월 4일 : 덕암중학교 신입생 80명 입학(남학생 45명, 여학생 36명)

## 참고 자료
- 덕암중학교 - 한국교육학술정보원 학교알리미